# Wyrostki rylcowe
Wyrostki rylcowe, styliki (łac. styli) – smukłe, rurkowate lub kolcopodobne przydatki na końcu odwłoka niektórych owadów i widłogonków.

## Widłogonki
U widłogonków wyrostki rylcowe obecne są na sternitach odwłokowych od drugiego do ósmego. Występują w parze na tylnej krawędzi każdego z tych sternitów. Pokryte są one kilkoma szczecinkami i opatrzone na wierzchołku w tęgą, rozwidlającą się szczecinę.

## Owady bezskrzydłe
U wszystkich przerzutek wyrostki rylcowe występują na segmentach odwłokowych od drugiego do dziwewiątego, gdzie złączone są z koksytami. Wyrostki te pokryte są szczecinkami i łuseczkami i zaopatrzone na wierzchołku w długą i tęgą szczecinę szydłowatego kształtu.
U rybików wyrostki te osadzone są zazwyczaj tylko na ósmym i dziewiątym sternicie odwłoka. Rzadziej występują jeszcze na siódmym, jak u rodzaju Thermobia. U nielicznych występują w takiej samej ilości jak u przerzutek, np. u rodzajów Atelura oraz Nicoletia.

## Owady uskrzydlone

### Karaczany
U karaczanów wyrostki rylcowe występują u samców. Osadzane są na płytce subgenitalnej powstałej z dziewiątego sternitu odwłoka. Są nieczłonowane i obecne w ilości jednego lub dwóch. U części gatunków brak ich w ogóle.

### Modliszki
U modliszek wyrostki rylcowe są niesegmentowane i występuje ich para na IX sternicie odwłoka samca.

### Prostoskrzydłe
U prostoskrzydłych wyrostki te są również nieczłonowane i osadzone na płytce subgenitalnej samców. Występują tylko u samców z nadrodziny Tettigonioidea.